# Архиповка (Новосибирская область)
Архиповка — упразднённый посёлок в Искитимском районе Новосибирской области. На момент упразднения входил в состав Легостаевского сельсовета. Исключен из учётных данных в 1968 году.

## География
Посёлок располагался на правом берегу реки Китерня, в 3 км (по прямой) к северо-западу от деревни Новососедово.

## История
Посёлок был основан в 1910 году. В 1928 году хутор Архипов состоял из 77 хозяйств. В административном отношении входил в состав Новососедовского сельсовета Легостаевского района Новосибирского округа Сибирского края.
С 1968 года в составе Легостаевского сельсовета.
Упразднён в 1968 году.

## Население
По переписи 1926 г. на хуторе проживал 371 человек (191 мужчина и 180 женщин), основное население — русские